# Galacticidae
Super-famille
Famille
Les Galacticidae sont une famille de lépidoptères, qui est la seule représentante de la super-famille des Galacticoidea. Selon Erik J. van Nieukerken (d) cette famille est représentée par une vingtaine d'espèces. 

## Liste des genres
Selon GBIF (26 mars 2023) :
- Galactica Walsingham, 1911
- Homadaula Lower, 1907
- Tanaoctena Turner, 1913

## Systématique
La super-famille des Galacticoidea et la famille des Galacticidae ont été créées en 1986 par l'entomologiste français Joël Minet (d) (1953-).